# Procés clorur
El procés clorur, en anglès:chloride process, és un procediment químic que es fa servir per separar l'element titani dels minerals amb titani (menes). En aquest procés les menes es cloren a 1000 °C amb carboni i gas clor proporcionat tetraclorur de titani. Típicament la conversió s'inicia amb la mena ilmenita:
2 FeTiO₃ + 7 Cl₂ + 6 C → 2 TiCl₄ + 2 FeCl₃ + 6 CO
Aquest procés és una variant de la reacció carbotèrmica, la qual aprofita el poder reductor del carboni.